# 바우첸 전투

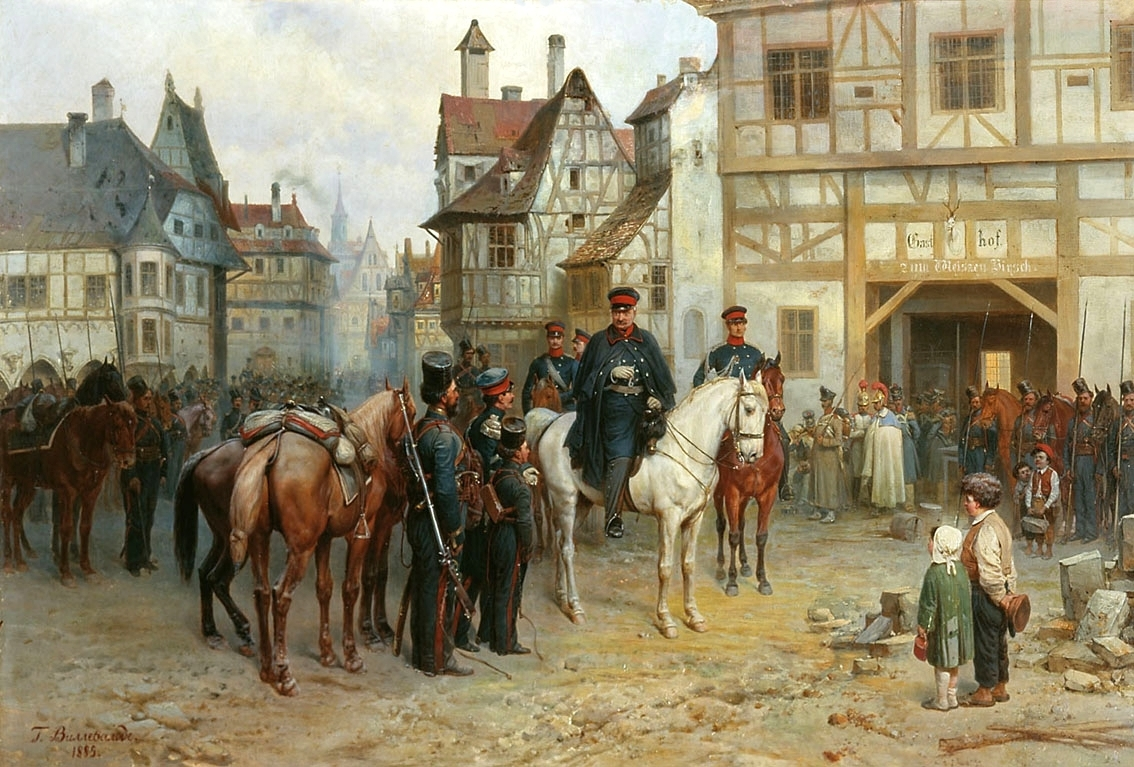
1813년 바우첸에서 게프하르트 폰 블뤼허.

바우첸 전투는 1813년 5월 20일부터 21일까지 러시아-프로이센 연합군이 나폴레옹이 지휘하는 프랑스군에게 패하였다. 이 전투에서 연합군은 다행히 전멸을 면했는데, 일부 사료에 의하면 미셸 네(Michel Ney)가 연합군의 퇴각을 저지하는 데 실패했기 때문이라고 한다. 게프하르트 폰 블뤼허 백작 휘하의 프로이센군과 표트르 비트겐슈타인(Peter Wittgenstein)공 휘하의 러시아군은 뤼첸(Lützen) 전투에서 패한 뒤 퇴각 후 재정비하던 와중에 프랑스의 황제 나폴레옹 1세가 지휘하는 프랑스군에게 공격당했다.

## 서막
러시아-프로이센 연합군은 뤼첸 전투에서 패한 후 전면적인 퇴각을 개시했다. 그러나 러시아의 차르 알렉산드르 1세와 프로이센의 왕 프리드리히 빌헬름 3세는 비트겐슈타인과 블뤼허에게 바우첸에서 퇴각을 멈추라는 명령을 받았다. 이때 프로이센-러시아 연합군의 병력은 거의 100,000명 이었으나 나폴레옹 휘하의 프랑스군은 115,000명 정도였다. 프랑스군의 전력은 여기에 더하여 미셸 네 원수가 지휘하는 85,000명의 병력이 본대와 멀지않은 곳에서 뒤따라 진군하고 있었다. 비트겐슈타인은 2개의 방어적인 전열을 구성하였다. 비트겐슈타인의 방어선중 하나는 마을과 산등성이의 주요 거점들을 장악하였고, 또 다른 방어선은 하천이 굽이치는 부분 뒤에 위치한 다리를 장악하였다. 나폴레옹은 러시아-프로이센 연합군의 병력을 방어선에 묶어두고, 미셸 네의 군대로 하여금 이들을 교란시키려 하였다. 그러나 무능한 정찰부대로 인하여 나폴레옹은 러시아-프로이센 연합군이 실제보다 더 많은 병력을 지니고 더 유리한 위치를 차지하고 있다고 생각하게 되었다. 그래서 나폴레옹은 이들에게 공격을 가해 약화되기 전까지 교란작전을 사용하지 않기로 하였다.

## 전투
나폴레옹의 저 유명한 포병대인 대 포병대(grande batterie)가 포격을 시작하고, 러시아-프로이센 연합군이 여기에 응사함에 따라 한 시간 동안 격렬한 포격전이 시작되었다. 프랑스군은 연합군의 제1차 방어선을 붕괴시키고 바우첸 마을을 함락시켰다. 연합군은 프랑스군에 의해 봉쇄된 듯이 보였다. 밤이 깊어졌을 때 프랑스군은 연합군의 퇴로를 차단할 준비를 시작했다. 그러나 네 원수는 작전을 잘못 이해하고 위치를 잘못 잡아 연합군이 도망칠 만한 공간을 열어주고 말았다.
치열한 전투는 다음날인 21일까지 계속되었다. 수 시간 동안 밀고 밀리는 공방전이 계속되었다. 그러다 전열을 재정비한 프랑스군은 공격을 개시하여 주도권을 잡았다. 그러나 프랑스군의 돌격은 동맹군을 제자리에 묶어두는 역할만 하고 있었기 때문에 되레 본대와 분리되어 포위당하는 결과를 낳았다. 이 와중에 미셸 네 원수는 공격목표를 전환하여 프레이티츠(Preititz) 마을을 장악하려 하였다. 이는 전략적 시각을 결여한 채 동맹군의 퇴로를 차단한다는 작전의 중요성을 인식하지 못한 상태에서 벌인 행동이었다.
러시아-프로이센 연합군은 강 너머로 물러났으며, 오후 4시경 프랑스의 제국 근위대가 연합군을 몰아붙이자 연합군은 퇴각하기 시작했다. 그러나 네 원수 휘하의 부대는 이들의 퇴로를 차단하지 않았고, 이로 인해 연합군은 무사히 퇴각하여 완패를 면할 수 있었다. 양측의 피해는 각각 20,000명 정도라고 한다. 그러나 다른 자료에 따르면(특히 독일의 자료로, 예를 들어 바우첸 전투(Schlacht bei Bautzen), 루사티아 벨라그(Lusatia Verlag), 스튜너 박사(Dr. Stubner&Co.KG, 1993)는 프랑스 측의 피해가 동맹군보다 더 컸는데, 왜냐하면 프랑스군은 동맹군의 퇴로를 차단하기 위해 공격적인 전술을 펼쳤고, 이 작전이 결과적으로는 실패함으로써 공격에 나섰던 부대들이 본대와 차단되었기 때문이다. 이들 자료에 따르면 연합군은 거의 11,000~ 14,000명의 피해를 입었다고 한다. 따라서 바우첸에서의 프랑스군의 승리는 적어도 독일에서는 피로스의 승리로 불린다.

## 영향
비록 프랑스군이 승리하기는 했지만 바우첸 전투는 나폴레옹이 원하던 전략적인 결정적 승리가 되지 못했다. 네 가 연합군의 퇴로를 차단하지 못함에 따라 프랑스군은 완벽한 승리를 거두지 못했다. 다시 한번 나폴레옹은 부분적인 전술적인 승리로 만족해야했다. 더 심각한 것은 전투 중에 나폴레옹의 절친한 친구이자, 보좌관인 제라드 뒤로크(Geraud Duroc) 장군이 전사했다는 것이다. 바우첸 이후 나폴레옹은 1813년 6월 2일 동맹군이 제안한 7주간의 정전협정에 합의했다. 플레이시비츠 협정은 6월 4일 채결되었고, 7월 20일까지 계속되다가 결국에는 8월 16일까지 계속되었다. 이 기간 동안 나폴레옹은 더 많은 병력, 그 중에서도 기병대를 확보하려 하였고, 병사들을 훈련시키려 했다. 그러나 동맹군도 이 기간 동안 한가하게 있지만은 않았다. 이들은 가능한 병력을 최대한 동원하고 최대한 물자를 비축하였으며, 오스트리아를 동맹에 끌어들이는 데 성공하였다. 나폴레옹은 후에 세인트헬레나섬에서 그의 최대의 실수는 이때 정전협정을 맺은 것이라고 하였다. 왜냐하면, 이때의 협정은 자신보다 동맹에게 더 유리했기 때문이다. 아무튼 8월 정전 협정이 끝나고 전쟁이 재개되었다.

## 참조
- Chandler, D. The Campaigns of Napoleon. Scribner, 1966.